# Straßenbahn Paterson
Die Stadt Paterson im US-Bundesstaat New Jersey besaß von 1864 bis 1938 ein Straßenbahnnetz, das sowohl Stadt- als auch Überlandlinien beinhaltete und fast das gesamte Passaic County erschloss. Bereits 1928 waren alle Stadtlinien stillgelegt und nur die Überlandlinien nach Hoboken, Newark und Edgewater wurden noch betrieben. Das Netz hatte Gleisverbindungen zur Straßenbahn Newark, zur Straßenbahn im Bergen County sowie zur Straßenbahn im Hudson County.
Zunächst hatten mehrere Bahngesellschaften Straßenbahnstrecken in und um Paterson gebaut. Die in Newark ansässige Public Service Railway, die auch das dortige Netz besaß, betrieb ab 1907 die Straßenbahn Paterson als Passaic Division. Die Straßenbahnbetriebe im Bergen County, im Hudson County und in Newark besaßen ihrerseits Linien nach Paterson, auch diese Betriebe gehörten dann zur Public Service Railway. Die Strecken, die diese Linien innerhalb des Passaic County befuhren, standen jedoch unter der Verwaltung der Straßenbahn von Paterson bzw. der Passaic Division. Andererseits betrieb die Straßenbahn Paterson auch einige Strecken ins Bergen County.

## Geschichte
Bereits ab den 1860er Jahren begannen vier Bahngesellschaften, Pferdebahnstrecken im Stadtgebiet von Paterson zu bauen. Diese vier Gesellschaften sowie eine weitere, die 1890 die erste elektrische Straßenbahn in der Nachbarstadt Passaic eröffnete, wurden bis 1891 zur Paterson Railway vereinigt, die bis 1892 das Pferdebahnnetz elektrifizierte. Anfang der 1890er Jahre wurden jedoch auch weitere Gesellschaften gegründet, die elektrische Straßenbahnstrecken bauten und letztlich erst 1899 unter eine gemeinsame Verwaltung kamen. Die letzte Stadtlinie in Paterson wurde 1928 stillgelegt, danach verkehrten noch bis 1938 drei Überlandlinien benachbarter Betriebe in die Stadt.

### Paterson Horse Railroad
Die Paterson Horse Railroad Company war die erste Straßenbahngesellschaft im Passaic County. Am 6. März 1863 gegründet, baute sie eine normalspurige eingleisige Pferdebahnstrecke von der Rogers-Lokomotivfabrik an der Kreuzung Market/Spruce Street durch die Market Street bis zum Bahnhof der Erie Railroad, wo ein Übergabegleis zur Eisenbahn eingebaut wurde. Die Konzession der Strecke lautete auf Personen- und Güterverkehr, weswegen die Bahngesellschaft einen Personenwagen erwarb. Dieser wurde jedoch nicht eingesetzt und die am 20. Juni 1864 eröffnete 1,3 Kilometer lange Bahn diente ausschließlich dem Gütertransport, insbesondere dem Transport der gebauten Lokomotiven zum Bahnhof. Die Lokomotiven befuhren die Strecke nicht aus eigener Kraft, sondern wurden auf Flachwagen verladen und diese von Pferden über die Bahn gezogen, denn die Erie Railroad hatte damals eine Spurweite von sechs Fuß (1829 mm) und wurde erst in den 1880er Jahren auf Normalspur umgebaut. Einen eigenen Betriebshof hatte die Bahn nicht. Pferde und Fahrzeuge waren in der Lokomotivfabrik abgestellt.
Ab 1888 lag in der Market Street noch ein zweites normalspuriges Gleis, das der Paterson Railway gehörte, sodass eine zweigleisige Strecke entstand, die im gemeinsamen Richtungsverkehr befahren wurde. Am 6. November 1891 übernahm die Paterson Railway die Bahn schließlich.

### Paterson and Passaic Horse Railroad
Die Paterson&Passaic wurde am 28. Februar 1868 gegründet und begann im Juni des Jahres mit den Bauarbeiten für eine Pferdebahnstrecke vom Bahnhof der Erie Railroad durch die Market Street und Weasel Road (heute McLean Boulevard) zum Haupteingang des Cedar-Lawn-Friedhofs, die am 1. September 1868 in Betrieb ging. Als Spurweite wurde vier Fuß, zehn Zoll (1473 mm) festgelegt. Eine Gleisverbindung zur bestehenden normalspurigen Bahn der Paterson Horse Railroad kam daher nicht in Betracht. Der Betriebshof der Bahn lag in der Market Street in Höhe Pennington Street. Am 29. November 1869 wurde die Strecke in der Market Street vom Bahnhof bis zur Main Street und durch diese bis zur River Street verlängert, sodass in der westlichen Market Street nun zwei Gleise unterschiedlicher Spurweite nebeneinander lagen.
Am 15. April 1871 ging eine zweite Strecke in Betrieb. Die Bahnen auf dieser Strecke fuhren ebenfalls von der Main Street zum Friedhof, jedoch ab dem Bahnhof durch die Park Avenue und Vreeland Avenue, an deren südlichem Ende die Gleise wieder auf die Market Street trafen. Beide Linien hatten dieselbe Kennfarbe, in der die Wagen gestrichen wurden, nämlich grün. Die Fahrtroute, über Market Street oder über Park Avenue wurde mit Schildern ausgewiesen. Die dritte Linie, die Main Line, wurde mit roten Wagen bedient. Sie ging am 30. Oktober 1871 in Betrieb und verlief entlang der Main Street von der River Street bis zum Sisters Hospital (heute St. Joseph’s Hospital) an der Ecke Barclay Street. Für diese Linie wurde nahe der Kreuzung Main/Mary Street der zweite Betriebshof der Bahn gebaut.
Die letzte Linie der Paterson&Passaic wurde am 18. Dezember 1871 eröffnet. Die Lakeview-Linie zweigte an der East 29th Street von der Market Street ab und führte durch diese Straße sowie die Trenton Avenue bis zur Florida Avenue. Sie wurde mit blauen Wagen ab der Endstelle Market/River Street befahren. Die Market-Street-Linie wurde gleichzeitig eingestellt, das kurze Streckenstück in der Market Street zwischen East 29th Street und Vreeland Avenue wurde nun nicht mehr linienmäßig befahren. Im Jahr darauf wurde die Lakeview-Linie über Trenton Avenue, Crooks Avenue und East Railway Avenue zum Bahnhof Lakeview verlängert. Ab dem 8. April 1872 fuhr auch die Market-Street-Linie wieder.
Die Paterson&Passaic Horse Railroad musste am 28. Juli 1875 Konkurs anmelden. Die am 2. März 1876 gegründete Paterson and Passaic Railroad Company übernahm die Strecken. Auch der neue Betreiber hatte Schwierigkeiten, das Netz wirtschaftlich zu betreiben. Am 1. Februar 1879 wurden die Lakeview- und die Market-Street-Linie eingestellt, sodass vorerst nur noch die Main-Street- und die Park-Avenue-Linie befahren wurden. Erst 1884 wurde wieder eine Neubaustrecke eröffnet. Die Main-Street-Linie wurde am 3. November des Jahres durch die Main Street bis zur Gould Avenue verlängert. Am 2. Mai 1888 fusionierte die Paterson&Passaic mit zwei anderen Gesellschaften zur Paterson Railway, die kurz darauf das Netz der Paterson&Passaic auf Normalspur umbaute und auch die Lakeview-Linie wiedereröffnete.

### Paterson and Little Falls Horse and Steam Railroad
Am 9. April 1866 wurde die P&LF gegründet. Sie eröffnete am 24. April 1869 ihre erste Pferdebahnstrecke, die im Broadway nahe der Main Street begann und durch den Broadway, die Bridge Street und River Street bis zur East 16th Street im Stadtteil Riverside führte. Die Linie erhielt den Namen Riverside Line. Eine zweite Linie, die Broadway Line, kam am 6. Dezember 1870 hinzu. Ihre stadtseitige Endstelle lag ebenfalls am Broadway/Main Street. Sie führte von dort durch den Broadway bis zur East 18th Street. Anfang 1871 verlängerte man die Broadway-Linie über Broadway, East 24th Street, 15th Avenue bis zur East 29th Street und im Sommer 1871 darüber hinaus weiter durch die 15th Avenue und East 33rd Street bis zur Park Avenue/East 33rd Street. Der Betriebshof für beide Linien befand sich im Broadway in Höhe Mulberry Street, an der stadtseitigen Endstelle der Bahn. Am 30. Juni 1871 wurde mit der West Paterson Line die dritte Linie eröffnet. Sie begann wie die anderen Linien an der Kreuzung Broadway/Main Street, führte aber durch die Main Street, West Street (West Broadway), Union Avenue, Albion Avenue und Totowa Avenue bis zur Ryerson Avenue in West Paterson.
Die Bahngesellschaft ging am 15. Januar 1876 in Konkurs und wurde am 20. September 1877 als Paterson City Railway neu aufgestellt. Inzwischen wurde 1876 probeweise der Dampfbetrieb auf Teilstrecken aufgenommen, der sich jedoch nicht bewährte und spätestens 1877 wieder eingestellt wurde. Der einzige Streckenneubau unter der Paterson City Railway erfolgte 1883 mit der Verlängerung der Riverside-Linie durch die River Street bis zur Ecke East 19th Street. Am 2. Mai 1888 fusionierte die Paterson City Railway mit zwei anderen Gesellschaften zur Paterson Railway.

### Paterson and Haledon Horse Railroad
Mit der Paterson&Haledon wurde am 3. April 1868 die vierte Pferdebahngesellschaft in Paterson gegründet. Ihre einzige Strecke begann an der Kreuzung Broadway/Main Street. Von dort bis zur West Street/Union Avenue benutzte sie die vorhandenen Gleise der Paterson&Little Falls mit. Die Strecke der Paterson&Haledon führte weiter durch die Hamburg Avenue (West Broadway) und Belmont Avenue bis zur Barbour Street und wurde am 1. Juli 1873 eröffnet. Einen eigenen Betriebshof hatte die Haledon-Linie nicht, die Pferde und Fahrzeuge waren im Depot der Paterson&Little Falls an der Endstelle im Broadway untergestellt. Am 23. August 1873 ging die Verlängerung durch die Belmont Avenue bis zur Pompton Road in Haledon in Betrieb. Wie auch die beiden anderen Personenverkehr betreibenden Gesellschaften ging die Paterson&Haledon in Konkurs, nämlich am 20. Oktober 1879, und wurde als Haledon Horse Railroad am 8. September 1880 neu aufgestellt. Die Anteilsmehrheit der neuen Gesellschaft gehörte der Paterson City Railway. Die Haledon Horse Railroad fusionierte mit der Paterson&Passaic und der Paterson City Railway am 2. Mai 1888 zur Paterson Railway.

### Passaic, Garfield and Clifton Railway
Am 14. August 1889 wurde die PG&C mit dem Ziel gegründet, elektrische Straßenbahnen von Garfield über Passaic nach Clifton zu betreiben. Am 26. Juli 1890 begann im Passaic County – noch nicht jedoch in der Stadt Paterson selbst – das Zeitalter der elektrischen Straßenbahn. Die erste Strecke begann an der Stadtgrenze zu Garfield, nämlich an der Brücke über den Passaic River in der Wall Street. Von dort führte sie durch die Wall Street, Passaic Street und Main Avenue zur Harrison Street, wo sich der Betriebshof befand. Am 1. Oktober 1890 wurde die Strecke durch die Main Avenue bis nach Clifton verlängert, wo sie an der Kreuzung Piaget Avenue endete. Die weitere Verlängerung bis zur Stadtgrenze von Paterson übernahm die Paterson Railway, die die Bahn am 18. Mai 1891 aufkaufte.

### Paterson Railway
Die Paterson Railway entstand am 2. Mai 1888 als Fusion der Paterson and Passaic Railroad, der Paterson City Railway und der Haledon Horse Railroad. Die Paterson&Passaic hatte ein Streckennetz in der Spurweite von 1473 Millimetern, während die Netze der beiden anderen Gesellschaften normalspurig (1435 mm) waren. Kurz nach der Fusion wurden daher die Gleise der Paterson&Passaic auf Normalspur umgebaut und gleichzeitig die Strecken weitgehend zweigleisig ausgebaut und mit schwereren Schienen versehen. Die 1879 stillgelegte, aber nicht abgebaute Lakeview-Linie der Paterson&Passaic wurde ebenfalls umgespurt und wiedereröffnet. Am 1. Dezember 1888 ging auch die erste Neubaustrecke in Betrieb. Sie begann an der Market Street und führte durch die Beech Street und 21. Avenue bis zur Ecke Madison Avenue.
| Linie         | ehem. Betreiber | Linienweg | Elektrifizierung  |
| ------------- | --------------- | --- | ----------------- |
| Main          | P&P             | Main Street/River Street – Main Street – Krankenhaus – Main Street/Gould Avenue                                                                               | 16. Dezember 1891 |
| Park Avenue   | P&P             | Main Street/River Street – Main Street – Market Street – Erie-Bahnhof – Park Avenue – Park Avenue/East 33rd Street                                            | 13. Februar 1892  |
| Cedar Lawn    | P&P             | Park Avenue/East 33rd Street – Vreeland Avenue – Cedar-Lawn-Friedhof                                                                                          | 3. Mai 1892       |
| Lakeview      | P&P             | Main Street/River Street – Main Street – Market Street – Erie-Bahnhof – Market Street – Trenton Avenue – Crooks Avenue – Bahnhof Lakeview                     | 22. August 1892   |
| 21st Avenue   | –               | Main Street/River Street – Main Street – Market Street – Erie-Bahnhof – Market Street – Beech Street – 21st Avenue – 21st Avenue/Madison Avenue               | 7. Juli 1892      |
| Riverside     | PCRY            | Broadway/Main Street – Broadway – Bridge Street – River Street – Riverside, East 19th Street                                                                  | 22. Juni 1892     |
| Broadway      | PCRY            | Broadway/Main Street – Broadway – East 24th Street – 15th Avenue – East 33rd Street – East 33rd Street/Park Avenue                                            | 8. Oktober 1892   |
| West Paterson | PCRY            | Broadway/Main Street – Main Street – West Street (West Broadway) – Union Avenue – Albion Avenue – Totowa Avenue – West Paterson, Totowa Avenue/Ryerson Avenue | 8. Oktober 1892   |
| Haledon       | HHR             | Broadway/Main Street – Main Street – West Street (West Broadway) – Hamburg Avenue (West Broadway) – Belmont Avenue – Haledon, Belmont Avenue/Pompton Road     | 7. Juli 1892      |

1890 verlängerte die Paterson Railway die Main Line durch die Main Street bis zur Stadtgrenze an der Crooks Avenue. Am 18. Mai 1891 übernahm sie mit der Passaic, Garfield and Clifton Railway eine elektrische Straßenbahnstrecke von Garfield über Passaic nach Clifton, die in Clifton an der Main Avenue/Piaget Avenue endete. Diese Strecke wurde am 12. Juli 1891 ebenfalls bis zur Kreuzung Main Street/Crooks Avenue an der Stadtgrenze Paterson/Clifton verlängert, sodass das Netz nun zusammenhängend war. Fahrgäste mussten an der Stadtgrenze zunächst umsteigen. Am 6. November 1891 übernahm die Paterson Railway auch die Güterstrecke der Paterson Horse Railroad, die auf der Market Street bereits seit 1888 als zweites Gleis im Richtungsverkehr mitbenutzt wurde. Somit waren kurzzeitig alle Straßenbahnen in Paterson in einer Hand. Ab Ende 1891 elektrifizierte die Paterson Railway ihr Pferdebahnnetz, was im Herbst 1892 abgeschlossen war. Die Broadway-Linie wurde mit der Elektrifizierung aus der 24. Straße, 15. Avenue und östlichen 33. Straße herausgenommen und direkt durch den Broadway bis zur 33. Straße geführt.
Die Haledon-Linie und die 21st-Avenue-Linie wurden mit der Elektrifizierung zur neuen Haledon-Linie verbunden. Bereits am 23. Januar 1892 war die Main-Linie und die Linie nach Passaic und Garfield zu einer Linie (Main-Linie) verbunden worden, sodass man nun ohne Umsteigen nach Passaic fahren konnte. Das Netz bestand demnach nun aus sieben Linien. Mit oder kurz nach der Elektrifizierung wurde die Haledon-Linie über ihren Endpunkt an der 21st Avenue/Madison Avenue hinaus bis zur 21st Avenue/Market Street verlängert. Mit der Elektrifizierung der Broadway-Linie wurde diese mit der Park-Avenue-Linie verknüpft und beide Linien als Ringlinie entlang der Main Street, Market Street, Park Avenue, East 33rd Street und Broadway betrieben. Die Broadway-Linie fuhr im Uhrzeigersinn nun vom Zentrum zunächst durch den Broadway, die Park-Avenue-Linie verkehrte entgegen dem Uhrzeigersinn, also zunächst durch die Park Avenue.
In den Jahren nach der Elektrifizierung wurden keine Änderungen am Netz vorgenommen. Erst 1898 kam es wieder zu einer Verlängerung. Die West-Paterson-Linie wurde zur Totowa-Linie, als sie über die Totowa Avenue und Totowa Road bis zum Laurel-Grove-Friedhof (vor der Willard Avenue) verlängert wurde. Hierbei übernahm die Paterson Railway die Konzession der insolventen Paterson Central Electric Railway für den Betrieb nach Totowa, deren Linie zum Friedhof in Totowa aus Kostengründen eingestellt werden musste. Am 1. November 1899 erwarb die neugegründete Jersey City, Hoboken and Paterson Railway die Paterson Railway, die jedoch zunächst weiterhin eigenständig blieb. Die endgültige Fusion erfolgte erst am 2. August 1901.

### Paterson Central Electric Railway
Die Stadt Paterson verlangte bei Erteilung einer Konzession, dass die konzessionierte Strecke im Ganzen eröffnet wurde. Bahngesellschaften, die eine längere Strecke bauen wollten, bedienten sich daher eines Tricks. Sie gründeten getrennte Bahngesellschaften, beantragten für jedes Teilstück eine eigene Konzession und fusionierten dann später. Am 7. Oktober 1891 wurde die Paterson Central Railway gegründet, am 24. Oktober 1891 die Central Electric Railway. Die beiden Gesellschaften erhielten jeweils eine Konzession für eine Bahnstrecke, nämlich die PCR für die Strecke von der Straight Street durch die Ellison Street, Little Falls Turnpike (heute McBride Avenue), Lincoln Street über eine nicht mehr vorhandene Brücke über den Passaic River und durch die Totowa Road bis zum Laurel-Grove-Friedhof in Totowa, der sich östlich der Willard Avenue befand, und die CER für eine Strecke von der Haledon Avenue/North 1st Street durch die Straight Street bis zur 21st Avenue. Am 1. Juli 1892 ging die Totowa-Linie in Betrieb, am 24. August 1892 die Straight-Linie. Bereits vor der Fertigstellung fusionierten die beiden Gesellschaften am 16. März 1892 zur Paterson Central Electric Railway (PCER).
Eine People’s Park Railway Company (PPR) wurde am 28. Mai 1892 gegründet, um den Abschnitt von der Railroad Avenue zum People’s Park zu bauen. Sie eröffnete ihre Strecke am 20. Juli 1892, noch vor der Fertigstellung der Straight-Linie. Sie verlief von der Kreuzung Market Street/Railroad Avenue durch die Railroad Avenue, Essex Street, Straight Street (südwärts) bzw. Beech Street (nordwärts), 21st Avenue, Beckwith Avenue, Madison Avenue bis zur East Railway Avenue, wo sich der People’s Park befand. Die PPR blieb eigenständig, die Betriebsführung der Strecke oblag jedoch der PCER.
Am 30. Dezember 1897 ging die PCER in Konkurs. Der Betrieb ging zunächst weiter, 1898 wurden jedoch die Gleisanlagen der Totowa-Linie an die New Jersey Electric Railway abgegeben, die die Brücke im Zuge der Lincoln Street nun nicht mehr linienmäßig befuhr, sondern ihre eigene Linie nach Singac nun über diese Strecke führte. Die Linienkonzession für die Verbindung nach Totowa übernahm die Paterson Railway, die jedoch eine eigene Strecke nach Totowa baute und nur die Gleise in der Totowa Road erwarb. Am 15. Juni 1899 kaufte die Paterson Railway schließlich die Reste der PCER und legte die Straight-Linie still. Die Gleise in der Straight Street südlich der Market Street blieben erhalten, diese wurden weiterhin durch die New Jersey Electric Railway bzw. deren Nachfolger befahren.

### Paterson, Passaic and Rutherford Electric Railway
Denselben Trick wie die PCER benutzte auch die Paterson, Passaic & Rutherford in einem etwas größeren Stil. Hierzu wurde am 13. April 1892 zunächst die Paterson and Little Falls Electric Railway Company (P&LFER) gegründet und am 14. Januar 1893 die Grand Street Electric Railway Company (GSER). Die GSER baute den Abschnitt vom Erie-Bahnhof an der Market Street durch die Railroad Avenue, Grand Street, Canal Street (heute Barnes Street), West 27th Street (Carlisle Street), West 18th Street (Nagel Street), West 30th Street (Glover Avenue) bis zum Little Falls Turnpike (McBride Avenue). Von dort auf dem Turnpike und die Paterson Avenue bis zur Endstelle in Little Falls (Maple Street), baute die P&LFER. Die gesamte Strecke ging im April 1893 in Betrieb, vorerst musste jedoch an der West 30th Street/Little Falls Turnpike umgestiegen werden. Am 25. Juli 1893 fusionierten die beiden Gesellschaften mit der People’s Park Railway zur Paterson and Little Falls Consolidated Railway Company (P&LFC). Die People’s Park Railway stand vorerst weiterhin unter der Betriebsführung der PCER. Am selben Tag nahm der neue Eigentümer den durchlaufenden Betrieb auf der nun Singac Line genannten Linie auf. Die weitere Verlängerung der People’s Park Railway bis zur Crooks Avenue sollte die am 29. September 1892 gegründete Paterson and Passaic Electric Railway Company (P&PER) übernehmen, die Verlängerung von dort über Passaic nach Rutherford die am 20. September 1892 gegründete Passaic, Rutherford and Carlstadt Electric Railway (PR&CER).
Am 6. September 1893 wurde die Singac-Linie in Little Falls durch die Paterson Avenue bis zur Union Avenue verlängert, im Oktober 1893 durch die Main Street zum Bahnhof Singac, 1894 weiter durch die Main Street bis zum Newark–Pompton Turnpike und 1895 schließlich bis zur Wendeschleife Singac zwischen der Amity Street und der Coney Road. Am 21. November 1893 übernahm die neugegründete Paterson, Passaic and Rutherford Electric Railway (PP&R) die P&LFC, die P&PER sowie die PR&CER. Am selben Tag ging die Strecke der P&PER in Betrieb. Sie führte von der Endstelle der People’s Park Railway durch die East Railway Avenue in die Crooks Avenue, wo die Strecke am Bahnübergang endete. Gleichzeitig ging die Betriebsführung der People’s Park Railway auf den neuen Eigentümer über. Betrieben wurden nun zwei Linien. Die Singac-Linie führte vom Bahnhof der Erie Railroad durch die Grand Street und Little Falls zum Bahnhof Singac, die Lakeview-Linie verlief von der Grand Street über PCER-Gleise bis zur 21st Avenue und weiter bis zur Crooks Avenue.
Die weitere Verlängerung bis Rutherford wurde am 4. Juli 1894 eröffnet. Diese Strecke führte von der Crooks Avenue durch die Lakeview Avenue, East Madison Avenue und Central Avenue, in Passaic weiter durch die Central Avenue, Madison Street, Hamilton Avenue, Washington Place, State Street, Park Place und Main Avenue, in Wallington über die River Street und Paterson Avenue nach East Rutherford, wo sie durch die Paterson Avenue und Park Avenue bis zum Bahnhof an der Erie Railroad verlief. Die Lakeview-Linie wurde nun Rutherford-Linie genannt und verkehrte von Paterson nach Rutherford durchgehend. Am 15. Mai 1895 pachtete die New Jersey Electric Railway die Bahn. Diese pachtete ab 1897 auch die 1896 eröffnete Strecke der Jersey City, Hoboken and Rutherford Electric Railway Company, die von der Paterson Avenue/Park Avenue zum Hoboken Terminal führte. Diese Strecke gehört zur Straßenbahn im Hudson County. Der durchlaufende Betrieb auf allen diesen Linien wurde am 30. August 1896 aufgenommen, sodass nun alle 15 Minuten ein Triebwagen vom Hoboken Terminal bis nach Paterson auf der Passaic Line verkehrte. Die Fahrzeuge waren weiß gestrichen, weswegen die Bahn im Volksmund und schon bald auch offiziell White Line hieß. Den Abschnitt in Rutherford von der Paterson Avenue/Park Avenue bis zum Bahnhof bediente nun nur noch ein Pendelwagen als Rutherford-Linie. Einige Wagen der Weißen Linie verkehrten durch auf die Singac-Linie bis nach Singac.

### White Line Traction
Die New Jersey Electric Railway Company (NJER) wurde am 14. September 1894 gegründet. Sie baute keine eigenen Strecken, sondern pachtete am 15. Mai 1895 die Paterson, Passaic and Rutherford Electric Railway und am 7. Juni 1897 die Jersey City, Hoboken and Rutherford Railway und betrieb damit die White Line und die Rutherford Line.
| Linie      | Linienweg |
| ---------- | --- |
| White      | Broadway/Main Street – Grand Street (>) / Market Street (<) – Erie-Bahnhof (<) – Essex Street – Straight Street (>) / Vine Street (Summer Street) (<) – People’s Park – Lakeview – Clifton (Central Avenue) – Passaic – Wallington – East Rutherford – Secaucus – Union City – Hoboken Terminal |
| Rutherford | East Rutherford, Paterson Avenue/Park Avenue – Rutherford, Bahnhof |
| Singac     | Erie-Bahnhof – Grand Street – Woodland Park – Little Falls – Singac |

Die NJER musste am 14. Dezember 1897 in Konkurs gehen und wurde am 9. Juni 1899 an die White Line Traction Company (WLT) verkauft, die ihrerseits am 1. November 1899 mit einigen anderen Bahngesellschaften zur Jersey City, Hoboken and Paterson Street Railway fusionierte, womit alle Straßenbahnen in Paterson in einer Hand waren. Vorher übernahm die NJER jedoch 1898 noch die Strecke in der Straight Street, Ellison Street und im östlichen Little Falls Turnpike von der ebenfalls in Konkurs befindlichen Paterson Central Electric Railway. Die Singac-Linie befuhr nun diese Strecke und endete an der Washington Street in der Innenstadt. Die Strecke von der Grand Street bis zur West 30th Street (Glover Avenue) wurde durch eine neue Linie, die Grand Line befahren.

### Jersey City, Hoboken and Paterson Railway
Die JCH&P übernahm am 1. November 1899 alle Straßenbahnbetriebe in Paterson und die meisten im Hudson County. Unter den Erwerbungen war auch die Saddle River Traction Company, die am 22. Juni 1897 gegründet worden war. Sie baute eine Straßenbahnstrecke vom Bahnhof Garfield der Erie Railroad durch die Midland Avenue, Harrison Avenue, Charles Street, Passaic Avenue, Main Street und Union Street zum Bahnhof Lodi der New York, Susquehanna and Western Railroad. In der Gegenrichtung fuhren die Bahnen statt durch die Passaic Avenue durch die Nicholson Street, Arnot Street und Westervelt Place. Die Bahn ging kurz nach der Übernahme am 26. Dezember 1899 in Betrieb. Zunächst hatte sie keine Anschlüsse zu anderen Straßenbahnen.
| Linie       | ehem. Betreiber | Linienweg |
| ----------- | --------------- | --- |
| White       | WLT             | Broadway/Main Street – Grand Street (>) / Market Street (<) – Erie-Bahnhof (<) – Essex Street – Straight Street (>) / Vine Street (Summer Street) (<) – People’s Park – Lakeview – Clifton (Central Avenue) – Passaic – Wallington – East Rutherford – Secaucus – Union City – Hoboken Terminal |
| Rutherford  | WLT             | East Rutherford, Paterson Avenue/Park Avenue – Rutherford, Bahnhof |
| Grand       | WLT             | Erie-Bahnhof – Grand Street – Woodland Park – Little Falls Turnpike/West 30th Street |
| Singac      | WLT             | Washington Street – Spruce Street – Little Falls Turnpike – Little Falls – Singac |
| Main        | PRY             | Broadway/Main Street – Main Street – Clifton (Main Avenue) – Passaic, Brücke |
| Park Avenue | PRY             | Broadway/Main Street – Main Street – Market Street – Erie-Bahnhof – Park Avenue – East 33rd Street – Broadway – Broadway/Main Street (nur in diese Richtung) |
| Broadway    | PRY             | Broadway/Main Street – Broadway – East 33rd Street – Park Avenue – Erie-Bahnhof – Market Street – Main Street – Broadway/Main Street (nur in diese Richtung) |
| Cedar Lawn  | PRY             | Park Avenue/East 33rd Street – Vreeland Avenue – Cedar-Lawn-Friedhof |
| Totowa      | PRY             | Broadway/Main Street – Main Street – West Street (West Broadway) – Union Avenue – Albion Avenue – Totowa Avenue – Totowa Road – Totowa, Laurel-Grove-Friedhof |
| Riverside   | PRY             | Washington Street – Broadway – Bridge Street – River Street – Riverside, East 19th Street |
| Haledon     | PRY             | Haledon, Belmont Avenue/Pompton Road – Belmont Avenue – Hamburg Avenue (West Broadway) – West Street – Main Street – Market Street – Erie-Bahnhof – Market Street – Beech Street – 21st Avenue – 21st Avenue/Market Street                                                                      |
| Lodi        | SRT             | Garfield, Erie-Bahnhof – Harrison Avenue – Passaic Avenue / Westervelt Place – Lodi, NYSW-Bahnhof |

Am 27. März 1902 ging in Paterson die Governor-Linie in Betrieb. Sie ersetzte die Grand-Linie und begann an deren bisheriger Endstelle im Little Falls Turnpike. Über die vorhandene Strecke führte sie bis zur Grand Street, wo sie in die Main Street und den Broadway einbog. Von hier führte sie durch die Straight Street, in der die stillgelegten Gleise der ehemaligen Straight-Linie nun wieder genutzt werden konnten, durch die Governor Street und die East 18th Street bis zur 6th Avenue. In Passaic wurde am 5. August 1902 die Monroe-Linie eröffnet. Sie war eine Pendellinie, die von der Passaic Street/2nd Street (heute Market Street) durch die 2nd Street, Monroe Street und Hamilton Avenue bis zur Ecke Madison Street führte. An der Passaic Street bestand eine Umsteigemöglichkeit zur Main-Linie, an der Madison Street zur Weißen Linie.
Ebenfalls etwa 1902 verlängerte die JCH&P die Lodi-Linie über den Bahnhof Garfield hinaus durch die Passaic Street bis zur Brücke, wo bereits die Main-Linie endete, und stellte somit eine Verbindung dieser Linie zum übrigen Netz her. Die Lodi-Wagen fuhren nun wie die Main-Linie bis Paterson. Auf der anderen Seite wurde die Lodi-Linie im Mai 1904 ebenfalls verlängert. Die Neubaustrecke verlief durch die Union Avenue, auf einem eigenen Bahnkörper bis nach Hasbrouck Heights und Hackensack, wo sie an der Summit Avenue auf die Hackensack-Linie der Straßenbahn im Bergen County traf. Die neue Strecke gehörte der Hudson River Traction Company, die am 21. März 1902 gegründet worden war und die Hackensack-Linie des Bergen-County-Netzes betrieb. Die Lodi-Linie wurde nun also von zwei verschiedenen Bahngesellschaften betrieben, jedoch im durchlaufenden Betrieb von Paterson nach Hackensack.
Am 1. April 1903 eröffnete die JCH&P eine Neubaustrecke, die sie nicht selbst betrieb. Sie führte von der Kreuzung Broadway/East 33rd Street durch den Broadway bis zur Brücke über den Passaic River, wo sie auf die Gleise der Bergen-County-Straßenbahn traf. Die Hudson-River-Linie dieses Betriebs fuhr nun bis zur East 33rd Street in Paterson, wo auf die Broadway- und die Park-Avenue-Linie umgestiegen werden konnte. Ebenfalls 1903 übernahm die Public Service Corporation die Anteilsmehrheit an der JCH&P, die jedoch vorerst eigenständig blieb.
Eine weitere neue Linie ging am 3. April 1907 in Betrieb. Die Lakeview-Linie führte von der Stadtgrenze Patersons in der Main Street (Ecke Crooks Avenue) durch die Main Street, den Broadway und die Bridge Street auf vorhandenen Gleisen. Von der Bridge Street bog sie auf eine kurze Neubaustrecke in die Arch Street ab und überquerte den Passaic River. Direkt hinter der Brücke befand sich die Endstelle der Bahn.
Die Paterson and State Line Traction Company war am 15. November 1901 gegründet worden, um eine Straßenbahn von Paterson nordwärts bis zur Grenze zum Bundesstaat New York zu bauen. Dieses ambitionierte Vorhaben scheiterte an finanziellen Mitteln. Die JCH&P fusionierte am 20. August 1907 mit dieser Bahn und einigen weiteren Bahngesellschaften. Gleichzeitig wurde der Straßenbahnbetrieb aus der Public Service Corporation ausgegliedert und firmierte nun unter dem Namen Public Service Railway. Der Betrieb in Paterson und Passaic wurde als Passaic Division verwaltet.

### Public Service Railway
Die Linien der Passaic Division der neugegründeten Public Service Railway (PSRY) erhielten Nummern von 53 bis 64. Die Weiße Linie wurde von Jersey City aus betrieben und erhielt die Liniennummer 15 des dortigen Betriebs. Die Lodi-Linie erhielt die Liniennummer 93 des Bergen-County-Betriebs, die Gleise dieser Linie standen jedoch größtenteils unter der Verwaltung der Passaic Division. In die Zeit der PSRY fiel die Stilllegung des gesamten Stadtliniennetzes. Lediglich die von den Nachbarverwaltungen betriebenen Überlandlinien blieben zunächst erhalten. Streckenausbauten gab es nur in den ersten PSRY-Jahren noch.
Zunächst optimierte der neue Betreiber jedoch das Liniennetz. Die nur als Zubringerlinie fungierende Cedar-Lawn-Linie wurde im November 1907 eingestellt und stattdessen fuhr nun jeder zweite Wagen der Broadway-Linie von der Kreuzung East 33rd Street/Park Avenue zunächst zum Cedar-Lawn-Friedhof und zurück und setzte erst dann seine Fahrt in Richtung Stadtzentrum fort. Aus der Vollringlinie wurde somit eine Schlaufenlinie. Mit der Übernahme des Bergen-Netzes 1911 wurde die Hudson-River-Linie dieses Betriebs über den Broadway bis ins Stadtzentrum verlängert und endete nun wie die meisten Linien am Broadway Terminal (Broadway/Main Street).
Der erste Streckenneubau betraf die erst 1907 eröffnete Lakeview-Linie, die am 19. Dezember 1912 zur State Line Line (Stadtgrenzlinie) wurde. An diesem Tag ging im Norden die Verlängerung von der Arch Street durch die North Main Street, East Main Street, Goffle Road, Wagaraw Road, Lincoln Street, einen eigenen Bahnkörper in deren Verlängerung, die Grand Avenue, Legion Place, und wieder einen eigenen Bahnkörper, der in die North 4th Avenue überging, bis zur Kreuzung North 4th Avenue/Rea Avenue in Hawthorne verlängert. Zum 1. März 1913 wurde die Linie erneut umbenannt und hieß nun Hawthorne Line. Der letzte Streckenneubau führte diese Linie ab 1. Juli 1914 bis zum Bahnhof Ridgewood, wo auf der anderen Seite der Bahnanlagen die damals noch unabhängig betriebene und später ins Bergen-Netz der PSRY integrierte Interurban-Strecke nach Suffern lag. Die neue Strecke führte weiter nordwärts auf der North 4th Avenue und in Verlängerung davon über einen eigenen Bahnkörper, der parallel zur Eisenbahn und östlich zur Highland Avenue verlief. Neben dieser und durch die Clinton Avenue verlief die Trasse weiter auf einem eigenen Bahnkörper parallel zur Godwin Avenue. Durch die Straße Washington Place führte die Strecke dann bis zum Bahnhof von Ridgewood.
Die White Line hieß ab 14. Januar 1914 Passaic Line. Ab dem 3. Januar 1916 fuhr die Main-Linie (60) von Passaic weiter durch die Main Avenue bis zur Ecke Brook Avenue. Auf diesem Stück wurden Gleise mitbenutzt, deren Verwaltung von der Essex Division (Straßenbahn Newark) übernommen wurde. Vom 2. Januar bis 5. Dezember 1917 endete die Riverside-Linie (56) am Broadway Terminal statt am Rathaus (Washington Street). Zum 11. Dezember 1919 übernahm die Passaic Division die Verwaltung der Lodi-Linie vollständig und integrierte diese Linie in die Main-Linie, die damit nach Hackensack verlängert wurde. Jeder zweite Wagen endete weiterhin in der Main Avenue/Brook Avenue in Passaic. Damit war der größte Ausbauzustand des Liniennetzes erreicht.
| Nummer | Linienname   | Linienweg |
| ------ | ------------ | --- |
| 15     | Passaic      | (zum Teil unter Verwaltung der Hudson Division) Broadway/Main Street – Grand Street (>) / Market Street (<) – Erie-Bahnhof (<) – Essex Street – Straight Street (>) / Vine Street (Summer Street) (<) – People’s Park – Lakeview – Clifton (Central Avenue) – Passaic – Wallington – East Rutherford (und weiter auf Hudson-Gleisen: – Secaucus – Union City – Hoboken Terminal) |
| 17     | Paterson     | (zum Teil unter Verwaltung der Essex Division) Broadway/Main Street – Main Street – Clifton – Passaic – Main Avenue – Stadtgrenze (und weiter auf Essex-Gleisen: – Nutley – Belleville – Newark, Public Service Terminal) |
| 53     | Rutherford   | East Rutherford, Paterson Avenue/Park Avenue – Rutherford, Bahnhof |
| 54     | Singac       | Washington Street – Spruce Street – Little Falls Turnpike – Woodland Park – Little Falls – Singac |
| 55     | Monroe       | Passaic, Passaic Street/2nd Street – Monroe Street – Hamilton Avenue/Madison Street |
| 56     | Riverside    | Washington Street – Broadway – Bridge Street – River Street – Riverside, East 19th Street |
| 57     | Totowa       | Broadway/Main Street – Main Street – West Street (West Broadway) – Union Avenue – Albion Avenue – Totowa Avenue – Totowa Road – Totowa, Laurel-Grove-Friedhof |
| 59     | Haledon      | Haledon, Belmont Avenue/Pompton Road – Belmont Avenue – Hamburg Avenue (West Broadway) – West Street – Main Street – Market Street – Erie-Bahnhof – Market Street – Beech Street – 21st Avenue – 21st Avenue/Market Street |
| 60     | Main         | Broadway/Main Street – Main Street – Clifton (Main Avenue) – Passaic – Main Avenue/Brook Avenue // – Passaic – Garfield – Lodi – Hackensack, Bahnhof |
| 61     | Governor     | East 18th Street/6th Avenue – Governor Street – Broadway – Main Street – Grand Street – Woodland Park – Little Falls Turnpike/West 30th Street |
| 62     | Park Avenue  | Broadway/Main Street – Main Street – Market Street – Erie-Bahnhof – Park Avenue – East 33rd Street – Broadway – Broadway/Main Street (nur in diese Richtung) |
| 63     | Broadway     | Broadway/Main Street – Broadway – East 33rd Street – (Vreeland Avenue – Cedar-Lawn-Friedhof – Vreeland Avenue (nur etwa jede zweite Fahrt)) – Park Avenue – Erie-Bahnhof – Market Street – Main Street – Broadway/Main Street (nur in diese Richtung) |
| 64     | Hawthorne    | Washington Street – Main Street – Broadway – East Main Street – Hawthorne – Ridgewood, Bahnhof |
| 89     | Hudson River | (zum Teil unter Verwaltung der Bergen Division) Broadway/Main Street – Broadway – Stadtgrenze (und weiter auf Bergen-Gleisen: – East Paterson – Maywood – Hackensack – Bogota – Teaneck – Leonia – Palisades Park – Grantwood – Edgewater Terminal) |

Ab 1920 begann der Rückbau des Netzes. Zuerst stillgelegt wurden die beiden Pendellinien. Die Rutherford-Linie (53) fuhr ab 10. Juli 1920 nicht mehr, die Monroe-Linie (55) ab 25. Juli 1924. Auf der Passaic-Linie wurden vom 8. Oktober 1920 bis 20. Januar 1921 Zusatzfahrten zwischen Paterson und Passaic angeboten, die sich jedoch nicht bewährten. Am 13. Februar 1923 änderte die PSRY die Linienführung zum Cedar-Lawn-Friedhof. Ab diesem Tag machten nicht mehr die Bahnen der Broadway-Linie (63) den Abstecher zum Friedhof, sondern die der Park-Avenue-Linie (62), aber wie zuvor auch nur jeder zweite Wagen. Erneut geändert wurde die Führung dieser Linien am 6. April 1924. Nun verkehrte die Totowa-Linie (57) über die Park Avenue zum Cedar-Lawn-Friedhof und die Park-Avenue-Linie wurde eingestellt. Die Broadway-Linie verkehrte nun in beide Richtungen durch den Broadway bis zur East 33rd Street/Park Avenue. Inzwischen war zum 1. Februar 1924 die stadtseitige Endstelle der Linien 15, 17 und 60 zum Rathaus verlegt worden. Linie 15 wendete dann von der Essex Street über Straight Street, Market Street, Main Street und Grand Street wieder zur Essex Street, Linien 17 und 60 von der Main Street kommend über die Schleife über Market Street, Washington Street und Ellison Street.
Eine weitere Stilllegung betraf am 31. August 1924 die Main-Linie (60). Der Zweig über Garfield und Lodi nach Hackensack wurde auf Busbetrieb umgestellt, sodass nun alle Fahrten zur Main Avenue/Brook Avenue in Passaic gingen. Zwei Tage später wurde die Führung der Linien zwischen Paterson und Passaic (15, 17 und 60) geändert. Die Passaic-Linie (15) verkehrte nun durch die Main Avenue und Main Street und wendete in der Rathaus-Schleife, die Main-Linie verkehrte entsprechend seltener. Eine neue Linie wurde auf der alten Strecke der Passaic-Linie eingerichtet und verkehrte nun vom Rathaus über Lakeview und Central Avenue nach Passaic, wo sie in der Passaic Street endete. Welche Liniennummer die Lakeview Line erhielt, ist nicht mehr ermittelbar. Bereits am 22. Februar 1925 wurde die Änderung rückgängig gemacht und die Passaic-Linie fuhr wieder über Lakeview und wendete wie zuvor über die Market Street, Main Street und Grand Street. Am 18. März 1925 wurde die Main Line (60) wieder zum Broadway Terminal geführt. Am 5. Juni 1925 wurde die Strecke auf der Governor Street stillgelegt und die Governor-Linie (61) wieder in Grand-Linie umbenannt. Sie endete nun am Broadway-Terminal und fuhr von dort über die Grand Street zur Endstelle in Woodland Park, West 30th Street.
Weitere Einschränkungen wurden in dieser Zeit wirksam. So verkehrte ab 31. Juli 1925 die Singac-Linie nur noch im Berufsverkehr. Zu den übrigen Zeiten fuhren Busse. Die Haledon-Linie wurde zum 4. September 1925 gekürzt und endet seitdem an der 21st Avenue/Madison Avenue. Der Abschnitt von dort bis zur 21st Avenue/Market Street wurde stillgelegt. Ab dem 21. September 1925 fuhr auch die Riverside-Linie nur noch in der Hauptverkehrszeit. Die Hawthorne-Linie wurde am 16. November 1925 zwischen der Stadtgrenze von Hawthorne in der Nähe der Rock Road bis Ridgewood stillgelegt. Die Totowa-Linie wurde zum 14. Dezember 1925 geteilt und endet von Totowa kommend nun in der Washington Street am Rathaus. Die Park-Avenue-Linie wurde wiedereingeführt und verkehrte vom Broadway-Terminal über die Park Avenue zum Cedar-Lawn-Friedhof und in der Gegenrichtung über den Broadway. Jede zweite Fahrt endete an der Park Avenue/East 33rd Street und fuhr von dort direkt über den Broadway zurück. Schließlich wurde am 30. Dezember 1925 der Abschnitt von der Essex Street über 21st Avenue zur Madison Avenue der Haledon-Linie stillgelegt und die Linie endete nun östlich der Kreuzung Essex Street/Beech Street in der Essex Street.
Ab 31. Januar 1926 verkehrte die Hawthorne-Linie nicht mehr sonntags vormittags, und ab 23. April 1926 nur noch im Berufsverkehr. Ab 1. August 1926 verkehrte die Main-Linie nicht mehr sonntags vormittags. Am selben Tag wurde die Riverside-Linie stillgelegt, gefolgt von der Hawthorne-Linie zehn Tage später. Die Broadway-Linie wurde am 3. August 1926 eingestellt, der Ring über Park Avenue und Broadway wurde damit nur noch entgegen dem Uhrzeigersinn befahren. Die Singac-Linie fuhr ab dem 24. September 1926 nur noch zweimal pro Richtung im Nachmittagsberufsverkehr. Zu allen übrigen Zeiten fuhren Busse. Die Park-Avenue-Linie wurde ab 17. Oktober 1926 sonntags durch Busse ersetzt.
Etwa 1926 wurden die Nummern aller Linien geändert, sodass nun einheitlich wie in den anderen Divisionen die Straßenbahnlinien ungerade Nummern ab 1 hatten und die Buslinien gerade Nummern. Derselbe Prozess wurde auch im benachbarten Bergen County durchgeführt, wo die Hudson-River-Linie nach Paterson die Nummer 1 erhielt. Diese Nummer stand für die Passaic Division daher nicht mehr zur Verfügung. Die Liniennummern 15 und 17 der Linien nach Hoboken bzw. Newark blieben unverändert. Die Nummer 5 wurde für die Interurban-Strecke nach Suffern reserviert, die ab 28. Februar 1926 bis Paterson, Broadway-Terminal verlängert, aber unter die Verwaltung der Bergen-Division gestellt wurde. Ob die Nummer 5 bereits für den ab 15. Juni 1925 verkehrenden Zubringerwagen der Hudson-River-Linie vom Broadway-Terminal zur damaligen Endstelle der Interurban in East Paterson verwendet wurde, ist nicht bekannt. Die weiteren Liniennummern waren 3-Singac (ex 54), 7-Grand (ex 61), 9-Park Avenue (ex 62), 11-Totowa (ex 57) und 13-Haledon (ex 59). Die Main-Linie ging in der Linie 17 auf, die vollständig parallel verkehrte. Die Wagen, die nur bis Passaic fuhren, behielten die Bezeichnung Main Line. Diese Wagen wurden ab 1. Juli 1927 nicht mehr angeboten, womit die Main-Linie eingestellt war.
Endgültig stillgelegt wurden die Linie 7 nach Woodland Park am 9. Juni 1927 sowie die Linie 3 nach Singac zum 14. Juli 1927. Am 3. August 1927 folgte die Strecke in der East 33rd Street. Die Linie 9 verkehrte nun nur noch von der Market Street, wo sie am Betriebshof endete, über die Park Avenue zum Cedar-Lawn-Friedhof. Gleichzeitig wurde die Linie 17 wieder zum Broadway-Terminal geführt. Im Broadway fuhren weiterhin die Linien 1 und 5 der Bergen Division. Die Linie 5 wurde jedoch ab 21. August 1927 wieder nach East Paterson zurückgenommen, sodass wie schon vor 1926 hier umgestiegen werden musste. Weitere Stilllegungen betrafen am 15. September 1927 die Linie 11 nach Totowa und am 5. November 1927 die Linie 13 nach Haledon. Ein Teil der Linie 13 in der Straight bzw. Beech Street und 21st Avenue blieb als Betriebsstrecke erhalten.

### Public Service Coordinated Transport
Als am 31. Januar 1928 die Public Service Railway mit dem Busbetrieb der Public Service Corporation zur Public Service Coordinated Transport Company verschmolz, verkehrten auf den Schienen der Passaic Division nur noch die Linien 1-Hudson River (nach Edgewater), 9-Park Avenue (zum Cedar-Lawn-Friedhof), 15-Passaic (nach Hoboken) und 17-Paterson (nach Newark). Die Linien 1 und 17 endeten in der Schleife des Broadway-Terminals, die Linien 9 und 15 am Betriebshof in der Market Street, westlich der Main Street. Die Linie 9 wurde als letzte Stadtlinie von Paterson am 1. Oktober 1928 stillgelegt. 
Am 1. Oktober 1931 erhielt die Linie 15 in der Innenstadt eine neue Verkehrsführung und Endstelle. Von der Beckwith Avenue kommend fuhr sie nun durch die Beech Street, Essex Street, Railroad Avenue und Market Street zum Betriebshof in der Market Street westlich der Main Street. In der Gegenrichtung fuhren die Bahnen von der Market Street durch die Straight Street bis zur 21st Avenue und in die Beckwith Avenue. Die Gleise in der Summer Street, der östlichen Essex Street und der Grand Street zwischen Main Street und Railroad Avenue wurden stillgelegt.
Ab 7. August 1933 endeten die meisten Fahrten der Linie 15 an der Brücke über den Hackensack River in East Rutherford bzw. von Hoboken kommend in Secaucus. Nur sechs Fahrten fuhren nun noch bis Hoboken durch, ab 17. November 1933 nur noch vier Fahrten. Ab dem 8. März 1934 wurde der durchlaufende Betrieb ganz eingestellt und die Passaic-Linie endete von Paterson aus nun in Passaic an der Hamilton Avenue. Der Abschnitt von dort bis zur Brücke wurde nicht stillgelegt, sondern blieb zunächst als Betriebsstrecke erhalten. Die Linie verkehrte nun auch nur noch im Berufsverkehr. Nachdem dadurch die Fahrgäste nahezu ganz ausblieben, wurden zum 19. März 1934 wieder Fahrten bis zur Brücke angeboten. Dies hielt jedoch nur bis 1936 an. Die landwärtige Endstelle der Linie 15 wurde am 5. Mai zur Park Avenue in East Rutherford, am 21. Mai zum Bahnübergang in der Paterson Avenue in East Rutherford, am 25. Mai zur Carlton Avenue in Wallington und am 27. Mai zum Main Avenue/River Drive in Passaic zurückgenommen. Am 22. März 1937 wurde die Linie 15 stillgelegt und auf Oberleitungsbus umgestellt. Am 18. Juli 1937 wurde auch die Linie 17 nach Newark auf O-Bus-Betrieb umgestellt. Die nun noch verbliebene Linie 1 der Bergen Division nach Edgewater verkehrte noch bis zum 5. August 1938, ehe auch sie stillgelegt wurde.